# Оглахтинский могильник
Оглахтинский могильник — комплекс захоронений Таштыкской культуры. Расположен в местности у хребта Оглахты в Хакасии, к северу от Абакана на левом берегу реки Енисей. Погребения датируются первой половиной I тыс. н. э.

## Изучение
Первые захоронения исследованы в 1903 году А. В. Адриановым.

## Находки
Сухость почвы и благоприятные климатические условия позволили сохраниться быстро истлевающим в других условиях материалам: дереву, коже, мехам и ткани. Были обнаружены погребальные маски, а также разнообразное оружие, включая большие прямоугольные щиты из натянутой на деревянный каркас кожи. Артефакты из Оглахтинского могильника хранятся в Эрмитаже.